# 심일운
심일운(沈日運, 1596년 ~ ?년 5월 18일)은 조선 후기의 문신으로, , 명종~선조때의 재상인 심수경(沈守慶)의 서자였다. 심수경의 비첩(婢妾) 소생 서자였지만 그는 허통을 통해 과거에 응시할 수 있었고, 사마시와 문과에 급제했다. 중종 때의 재상인 화천부원군 심정에게는 증손자가 된다. 같은 서출인 친형 심일준은 1641년(인조 18) 신사 정시문과에 병과 23위로 급제하여 관직에 나갔다.
허통하고 과거 시험을 본 뒤에도 반대를 이겨내고 이원익(李元翼)의 도움으로 관직에 오를 수 있었다. 그의 관직진출 사례는 이후에 서자, 서얼들이 조선조정에 허통을 요구하는 근거가 되었다. 자(字)는 경원(景遠), 본관은 풍산(豊山)이다.

## 생애
나중에 독립하여 황해도 장연(長淵)에서 생활하였으며, 허통(許通)을 통해 사마시에 응시할 수 있었다. 1624년(인조 2) 갑자(甲子) 식년사마시(式年司馬試) 생원에 3등(三等) 36위로 합격하여 생원(生員)이 되고, 1633년(인조 11) 증광문과(增廣文科) 병과(丙科) 23위로 급제하였다. 그가 생원시와 문과에 합격할 당시까지도 심수경의 비첩이었던 그의 생모는 생존해 있었다. 그는 허통을 하고 과거에 응시하여 합격했지만 서자라는 이유로 벼슬길이 막혔다. 이때 이원익이 서얼이라도 과거 시험에 합격해 등과한다면 청직(淸職)을 제외한 관직으로의 진출은 허락하자고 건의, 이원익의 건의가 받아들여져 관직에 나아갈 수 있었다. 그의 관직 진출은 사례가 되어 이후에도 서자, 서얼들 및 그 후손들의 관직허용에 관한 상소가 있을 때마다 심일운의 관직 진출과 신희계(辛喜季), 김굉(金宏), 이경선(李慶善) 등의 관직 진출도 같이 인용되었다.
이후 성균관전적(成均館典籍)으로 있다가 1635년(인조 13년) 6월 24일 조봉대부(朝奉大夫) 행 해미현령(行海美縣令)에 임명되었다. 1638년(인조 16년) 해미현령으로 함경도에 역변이 발생하자 대사간 최혜길, 정언 박길응 등이 장단부사 신절(申水+節), 배천군수(白川郡守) 조희인(曺希仁), 해미 현감(海美縣監) 심일운(沈日運)과 같은 사람은 하루도 관직에 있게 해서는 안 되니 모두 파직을 명하시고 그 후임은 해조로 하여금 택하여 보낼것을 청하여 인조하 윤허, 파직되었다. 1645년 6월 22일 은율현감(殷栗縣監)을 지냈다. 1649년 12월 6일의 황해도암행어사가 올린 근무성적표에서 보통이라는 평을 받아 탄핵되지 않았다. 이후의 행적은 미상이다. 사망년대는 미상이며 사망일은 5월 18일이다.
그의 사후에도 영조 때부터 고종 때인 1874년(고종 11년)까지 서자, 서얼 및 서얼의 후손들이 벼슬길을 열어달라는 상소를 올릴 때마다 그의 관직진출이 번번히 언급, 인용되었다.
후처 담양류씨의 묘는 장연군 금동 원당산(金洞 院堂山) 자좌(子坐)에 매장되었다.

## 가족 관계
- 아버지 : 심수경(沈守慶, 1516년 12월 20일 ~ 1599년 윤 4월 20일)
  - 이복 적형 : 심일장(沈日將, 1536년 ~ 1597년)
    - 적조카 : 심관(沈關, 1569년 ~ 1608년)

  - 이복 적형 : 심일취(沈日就, 1547년 ~ ?) - 이조참판
- 서모 : 이름 미상
  - 이복 서형 : 심일매(沈日邁)
- 어머니(생모) : 비첩 출신
  - 친 형 : 심일준(沈日遵, 1590년 ~ 1659년 2월 26일)
- 부인 : 함양여씨, 친정아버지 미상
- 부인 : 담양류씨(潭陽劉氏), 후보군 류영(柳英)의 딸
  - 아들 2

## 기타
이복 형인 심일장(沈日將)과의 나이차이는 60세, 심일취(沈日就)와의 나이차이는 49세가 된다. 그밖에도 똑같은 서얼이었지만 나이차이가 나는 이복 서형 심일매(沈日邁)도 있었다. 같은 서출인 이복 형 심일매는 그가 태어나기 전에 이미 세 명의 딸을 두고 있었다.
아버지 심수경의 장남인 심일장의 친손자 심로(沈广+魯,1590~1664)와 연령대가 비슷했다.
같은 서출인 이복형 심일취는 1614년(광해군 6년) 8월 27일 위성원종공신 1등(衛聖原從功臣)에 책록되었다.

## 같이 보기
- 심수경
- 심정
- 심사손
- 심일준

## 참고 문헌
- 승정원일기